# Карр, Джим
Джеймс Гордон Карр (англ. James Gordon Carr; 11 октября 1951, Виннипег — 12 декабря 2022, Виннипег) — канадский политик, член Либеральной партии, министр без портфеля (2021).

## Биография
С 1988 по 1992 год Джим Карр являлся депутатом Законодательной ассамблеи Манитобы от округа Кресчентвуд.
19 октября 2015 года победил на выборах в Палату общин от округа Виннипег Саут Сентер.
4 ноября 2015 года, обладая политическим опытом на провинциальном уровне и являясь президентом Делового совета Манитобы, получил портфель министра природных ресурсов в правительстве Джастина Трюдо.
18 июля 2018 года назначен министром диверсификации внешней торговли с задачей преодоления проблем, созданных угрозами администрации президента США Дональда Трампа выйти из Североамериканской зоны свободной торговли (на южного соседа в тот момент приходилось 75 % канадского экспорта).
20 ноября 2019 года Трюдо произвёл новые кадровые перемещения в правительстве, в числе прочих мер выведя Карра из кабинета и назначив его своим специальным представителем по Канадским Прериям (Карру был поставлен онкологический диагноз, и ему потребовалось снижение нагрузки).
12 января 2021 года Трюдо произвёл серию кадровых перестановок в правительстве, вернув в число министров Карра, который прошёл курс лечения стволовыми клетками.
20 сентября 2021 года состоялись досрочные парламентские выборы, которые принесли Карру новый успех: он уверенно победил в своём округе с результатом 45,5 %, не оставив ни единого шанса бывшей обладательнице этого мандата, кандидатке консерваторов Джойс Бэйтман (27,8 %).
26 октября приведён к присяге новый состав правительства Трюдо, в котором Карр не получил никакого назначения.